# 张阁镇
张阁镇，是中华人民共和国河南省商丘市梁园区下辖的一个乡镇级行政单位。

## 行政区划
张阁镇下辖以下地区：
张阁村、陈堤口村、夏庙村、常东村、沈牌坊村、钟庄村、孙小楼村、孙集村、董楼东街村、董楼西街村、凌阁村、沈西村、杨庄村、余楼村、张堂村和朱店村。